# Quận Crockett, Tennessee
Quận Crockett là một quận thuộc tiểu bang Tennessee, Hoa Kỳ.
Quận này được đặt tên theo. Theo điều tra dân số của Cục điều tra dân số Hoa Kỳ năm 2000, quận có dân số người, ước tính dân số năm 2005 là 14.595 người.. Quận lỵ đóng ở Alamo6.

## Địa lý
Theo Cục điều tra dân số Hoa Kỳ, quận có diện tích 265 dặm vuông Anh (686,3 km2), trong đó có 0,08% là diện tích mặt nước.